# CCNB-Edmundston
Le Collège communautaire du Nouveau-Brunswick-Campus d'Edmundston est un établissement d'enseignement supérieur (CCNB) possédant un campus principal à Edmundston et un autre à Grand-Sault, au Nouveau-Brunswick.
Le collège a été fondé en 1965. Il accueille plus de 2000 étudiants par année.

## Programmes de formation offerts

### Enseignement supérieur
- Techniques de laboratoire - biotechnologies coop
- Laboratory Techniques - Biotechnology coop
- Cuisine professionnelle coop
- Gestion de bureau
- Art culinaire coop
- Gestion de la PME
- Hôtellerie et restauration
- Tourisme
- Aide en santé
- Soins infirmiers auxiliaires
- Techniques de chauffage, ventilation, réfrigération et air climatisé
- Charpenterie
- Électricité
- Électricité industrielle
- Technologie du génie civil - général coop
- Technologie des procédés industriels
- Tourisme international coop